# Selaginella taylorii
Selaginella taylorii är en mosslummerväxtart som beskrevs av Valdespino. Selaginella taylorii ingår i släktet mosslumrar, och familjen mosslummerväxter. Inga underarter finns listade i Catalogue of Life.